# 塩基除去修復
塩基除去修復（えんきじょきょしゅうふく、base excision repair）は、生体に備わっているDNA修復機構の1つで、DNAを構成する塩基の損傷を修復する。省略してBERと呼ばれる。
DNAを構成する塩基は恒常的に活性酸素種やアルキル化剤、また自発的な加水分解などにより損傷を受けており、これらの損傷塩基が修復されずに放置されると突然変異など、細胞にとって有害な影響を及ぼす可能性がある。生体内において、このような1塩基の損傷は塩基除去修復機構によって修復されることが知られている。
BERはDNA中に生じた損傷塩基を認識し、損傷塩基を切断、生じたギャップを鋳型鎖の情報をもとに埋めることで遺伝情報の維持に寄与している。これらの反応にはDNAグリコシラーゼ、APエンドヌクレアーゼ、DNAポリメラーゼ、DNAリガーゼといった酵素が関与している。